# Gowong
Gowong is een bestuurslaag in het regentschap Purworejo van de provincie Midden-Java, Indonesië. Gowong telt 2206 inwoners (volkstelling 2010).